# Nam-gu (Busan)
Nam-gu (literalmente, Distrito Meridional) es un gu o distrito, situado en el centro sur de Busan (Corea del Sur). Gran parte de Nam-gu se adentra en el Mar de Japón (o Mar del Este), formando una península que separa Suyeong Bay del puerto de Busan. Tiene una superficie de 25,91 kilómetros cuadrados. Nam-gu se convirtió oficialmente en una gu de Busan en 1975. En 1995 parte de Nam-gu se separó para formar Suyeong-gu.
En el distrito se ubican la Base Naval de Busan y el Cementerio Conmemorativo de las Naciones Unidas, que alberga tumbas de soldados del Comando de las Naciones Unidas de la guerra de Corea.

## Geografía
Nam-gu incluye un total de siete islas, todas deshabitadas, con una superficie total de 0,3 km ². Entre ellas, se encuentran los islotes Oryukdo, que marcan la entrada al puerto de Busan.
El punto más alto de Nam-gu se encuentra tierra adentro: se trata del pico de Hwangnyeongsan, a 427 metros sobre el nivel del mar. Hwangnyeong-san también marca el punto en el que las fronteras de Nam-gu se encuentran con las de Yeonje-gu y Busanjin-gu.

## Población
En Nam-gu viven unas 300 000 personas, lo que supone una densidad de población superior a 11 000 habitantes por kilómetro cuadrado. Menos de 1.000 de sus habitantes son no coreanos.

## Transporte
La Línea 2 del metro de Busan atraviesa Nam-gu, donde un intercambio lo conecta con la carretera que conduce al Puente Gwangan. En total, seis estaciones de la Línea 2 de metro se encuentran en Nam-gu, que van desde la estación de la Universidad Kyungsung - Universidad Nacional Pukyong hasta la estación del Centro Financiero Internacional de Busan.

## Educación
En Nam-gu hay varias instituciones de educación superior, incluidas seis universidades, entre las que destacan la Universidad de Estudios Extranjeros de Pusan, la Universidad Kyungsung, la Universidad Tongmyong y la Universidad Nacional Pukyong.

## Divisiones administrativas

- Daeyeon-dong
- Yongho-dong
- Yongdang-dong
- Gamman-dong
- Wuam-dong
- Munhyeon-dong